# Crime Time
Crime Time ist ein Computerspiel des unabhängigen deutschen Spieleentwicklers Byteriders. Das humorvolle Krimi-Adventure wurde 1990 durch den Bochumer Publisher Starbyte für die damals gängigen Heimcomputer Commodore 64, Commodore Amiga und Atari ST sowie für PCs mit dem Betriebssystem MS-DOS veröffentlicht.

## Handlung
Der namenlose Spieler trampt mit seinem Freund Rainer durch Europa. In der Schweiz werden die beiden von einem Unwetter überrascht und quartieren sich in einem nahegelegenen Hotel ein. Der Spieler betrinkt sich abends an der Hotelbar und gerät anschließend im Rausch an das falsche Hotelzimmer, in das er, da der Schlüssel nicht passt und Rainer auf sein Klopfen nicht reagiert, einbricht. Im dunklen Zimmer wird er von einer unbekannten Person niedergeschlagen. Als er erwacht, befindet sich eine männliche Leiche im Zimmer; der Mann war erschossen worden. Die übrigen Hotelgäste halten den Spieler für den Täter. Ziel des Spiels ist es, die eigene Unschuld zu beweisen, bevor sich das Unwetter legt und die Polizei das Hotel erreichen kann. Nach umfangreichen Ermittlungsarbeiten findet der Spieler heraus, dass er ein Bauernopfer in einer Auseinandersetzung zwischen zwei verfeindeten Geheimdiensten um eine gestohlene Formel war.

## Spielprinzip und Technik
Crime Time ist ein Hybrid aus Textadventure und Grafikadventure. Zwar ist die Bedienoberfläche grafisch, und die Steuerung erfolgt (je nach System) komplett über Maus oder Joystick, aber Ein- und Ausgabe des Spiels sind größtenteils textbasiert. Die Steuerung erfolgt über Listen von Befehlen und verfügbaren Objekten, aus denen der Spieler auswählt. Die zur Verfügung stehenden Befehle sind acht mittels einer Kompassrose symbolisierten Richtungen sowie folgende Verben:
| Untersuche | Benutze    | Betätige | Nimm  |
| Öffne      | Sprich mit | Schließe | Zeige |

Neben der Liste mit den acht Verben befinden sich zwei kleinere Listen mit Objekten, mit denen der Spieler interagieren kann: Eine Liste für Objekte, die sich in der unmittelbaren Spielumgebung befinden und eine für Gegenstände, die der Spieler bei sich trägt. Mit Hilfe des Eingabegeräts (Maus oder Joystick) kann der Spieler ein Verb und mindestens ein Objekt zu einem Befehl kombinieren (z. B. „Öffne Küchentür“ oder „Benutze Münzen mit Musikbox“), woraufhin das Programm untersucht, ob und ggf. wie sich der Befehl auf das Spielgeschehen auswirkt. Das Ergebnis wird in Textform auf dem Bildschirm ausgegeben. Für die Lösung des Spiels sind mindestens 152 solcher Befehlskombinationen erforderlich. Die obere Hälfte des Bildschirms ist einem statischen, handgezeichneten Bild der jeweiligen Spielumgebung sowie der Textausgabe vorbehalten. Der Spieler kann mit dem Bild der Spielumgebung nicht interagieren, was Crime Time von einem klassischen Grafikadventure unterscheidet.

## Produktionsnotizen
Das Studio Byteriders, das primär aus Sebastian „Basti“ Broghammer und Steve „König“ Kups bestand, erstellte insgesamt sechs Adventures. Von dieses ist Crime Time das erste, das komplett per Joystick steuerbar war. Es ist auch das einzige, das über einen regulären Publisher erschien – die anderen Spiele wurden über Printverlage sowie eine Non-Profit-Organisation publiziert. Die Texte von Crime Time wurden komplett von Steve Kups geschrieben, und zwar sowohl für die deutsche als auf für die englische Version. Kups war in späteren Jahren als Übersetzer für Comics des Panini-Verlags und DC Comics tätig und verstarb 2015 45-jährig. Co-Autor Broghammer, bei Crime Time für den technischen Hintergrund zuständig, ist mittlerweile Leiter der Softwareentwicklung einer Firma für CRM-Software. Die Musik des Spiels stammt von Stefan Hartwig, der seine Musikerkarriere in der C64-Demoszene begann und dessen bekanntestes Werk die musikalische Untermalung des Ladebildschirms der C64-Version von Turrican war.
Crime Time erschien Ende 1990 zunächst für den C64 und Atari ST in Deutschland. Versionen für Amiga und MS-DOS wurden von von Starbyte engagierten, externen Programmierern und Grafikern erstellt. Die von Kups ins Englische übersetzte Version erschien im Folgejahr. Das Spiel enthält als Kopierschutz eine Passwortabfrage: An einer Stelle zu Beginn des Spiels fragt es unter Angabe von Seite und Absatz ein Wort aus der gedruckten Anleitung des Spiels ab. Besitzer einer Raubkopie, in der diese Abfrage nicht entfernt wurde, konnten das Spiel an dieser Stelle mangels Anleitung nicht fortsetzen.

## Rezeption
Der Amiga Joker hob die ungewöhnlichen Perspektiven des Spiels heraus – viele Standgrafiken sind aus einer Perspektive von schräg oben gezeichnet, was das Magazin als passend zum körperlichen Zustand des Protagonisten ansah. Rezensent Carsten Borgmeier wertete den Humor des Spiels als „ganz schön harten Tobak“ und kritisierte die Grafik als „ziemlich trostlose Angelegenheit“. In Summe sah der Amiga Joker ein „bedienungsfreundliches Adventure voll schrägem Humor“. Die ASM merkte die Grafik des Spiels negativ an; Perspektive und Detailgrad ließen zu wünschen übrig und jedes einzelne Bild müsse umständlich nachgeladen werden. Rezensent Bernd Zimmermann monierte weiterhin eingeschränkte Handlungsmöglichkeiten, sexistischen Humor und einen deutlich zu hohen Preis des Spiels. Die Power Play bemängelte „spielerische Schlichtheit“, „leicht schiefe Grafik“ und „gebremsten Spannungsfaktor“. Für die britische Amiga Power erkannte Redakteur Rich Pelley an, dass der Plot des Spiels eine gewisse Tiefe habe, fand ansonsten aber primär Kritisierenswertes. Jegliche Erwartungen, die man an ein Adventure des Jahres 1991 hätte, würden enttäuscht: Die Grafiken seien nicht interaktiv, die Charaktere hätten keinerlei Tiefgang, die Übersetzung beschädige den Humor des Spiels und das Gameplay sei völlig veraltet. Die Amiga Power wertete abschließend, das Spiel sei „um jeden Preis zu vermeiden“.